# Угао квашења
Угао квашења карактерише границу чврсте, течне и гасовите фазе. Угао квашења зависи од сила кохезије и адхезије које делују на молекуле течности у близини чврсте фазе. Адхезионе силе делују између молекула течности и молекула чврстог тела, а кохезионе силе се јављају између молекула унутар течности. Њихови интензитети зависе од врсте течности и природе чврстог материјала.
Кохезионе силе су усмерене ка унутрашњости течности а адхезионе ка површини чврсте фазе. Њихова резултанта одређује да ли течност кваси или не кваси чврсту подлогу (зид суда). Ако су кохезионе силе јаче од адхезионих сила течност формира капљицу на површини чврсте подлоге и не кваси зид суда. Ако су адхезионе силе јаче течност се разлива по површини подлоге и кажемо да кваси зид суда. Угао који се јавља између и зида суда и тангенте на слободну површину течности у тачки где слободна површина течности додирује зид суда, назива се угао квашења.

## Типични углови квашења
Угао квашења је изузетно осетљив на нечистоће. Присуство оксидног слоја или нечистоћа на површини чврстог тела може знатно да повећа угао квашења. Ако чврста површина јако привлачи молекуле течности онда ће се кап течности потпуно раширити по површини и тада је угао квашења приближно 0°, на пример вода на металним или керамичким површинама.
Ако је угао квашења између воде и чврсте подлоге мањи од 90° онда се чврста површина сматра хидрофилном,а ако је угао квашења већи од 90° кажемо да је чврста површина хидрофобна.
Високо хидрофобне површине имају угао квашења приближно 120° а неке изузетно храпаве површине, због присуства ваздушних џепова испод капљице воде, имају угао квашења и преко 150°.